# Santos FC
A Santos Futebol Clube (rövidebb nevén Santos), brazil labdarúgócsapat Santos kikötővárosából. A Paulista bajnokság, és a Série B küzdelmeiben szerepel. A csapat beceneve Peixe (vagyis Hal, azok közül is egy bálnafajta).

## Története
Eredetileg Santos Foot-Ball Club néven alapította három szurkoló: Raimundo Marques, Mário Ferraz de Campos és Argemiro de Souza Júnior 1912. április 14-én. Első államtornáját 1935-ben nyerte meg, majd 20 évvel később, 1955-ben.
Tiszta fehérben játszottak, második számú mezük fekete-fehér függőleges csíkokkal volt díszítve, azonban a klub szobra szerint a hazai mezük fehér csíkos volt, fehér nadrággal és fehér sportszárral.

### AranykorszakOs Santásticos(1956–1974)
Pelé (az "Évszázad atlétájának" választotta a NOB 1999-ben) karrierjét 1956-ban (15 évesen) kezdte a csapattal, és 17 évig szolgálta őket. Ezalatt az időszak alatt a Santos igen termékeny szezonokat produkált és 25 trófeát gyűjtöttek be a Fekete Gyöngyszemmel. A székház vitrinjébe azóta 18 kupa került.
A Varázslat éve 1958. A brazil labdarúgás és a Santos csapata is magasan a világ csúcsán. A válogatott megnyerte a svédországi világbajnokságot, a Santos pedig minden idők legjobb szereplésével a Paulista bajnokságot. 143 gólt szereztek (ebből 58-at Pelé), és mindössze 40 gólt kaptak.

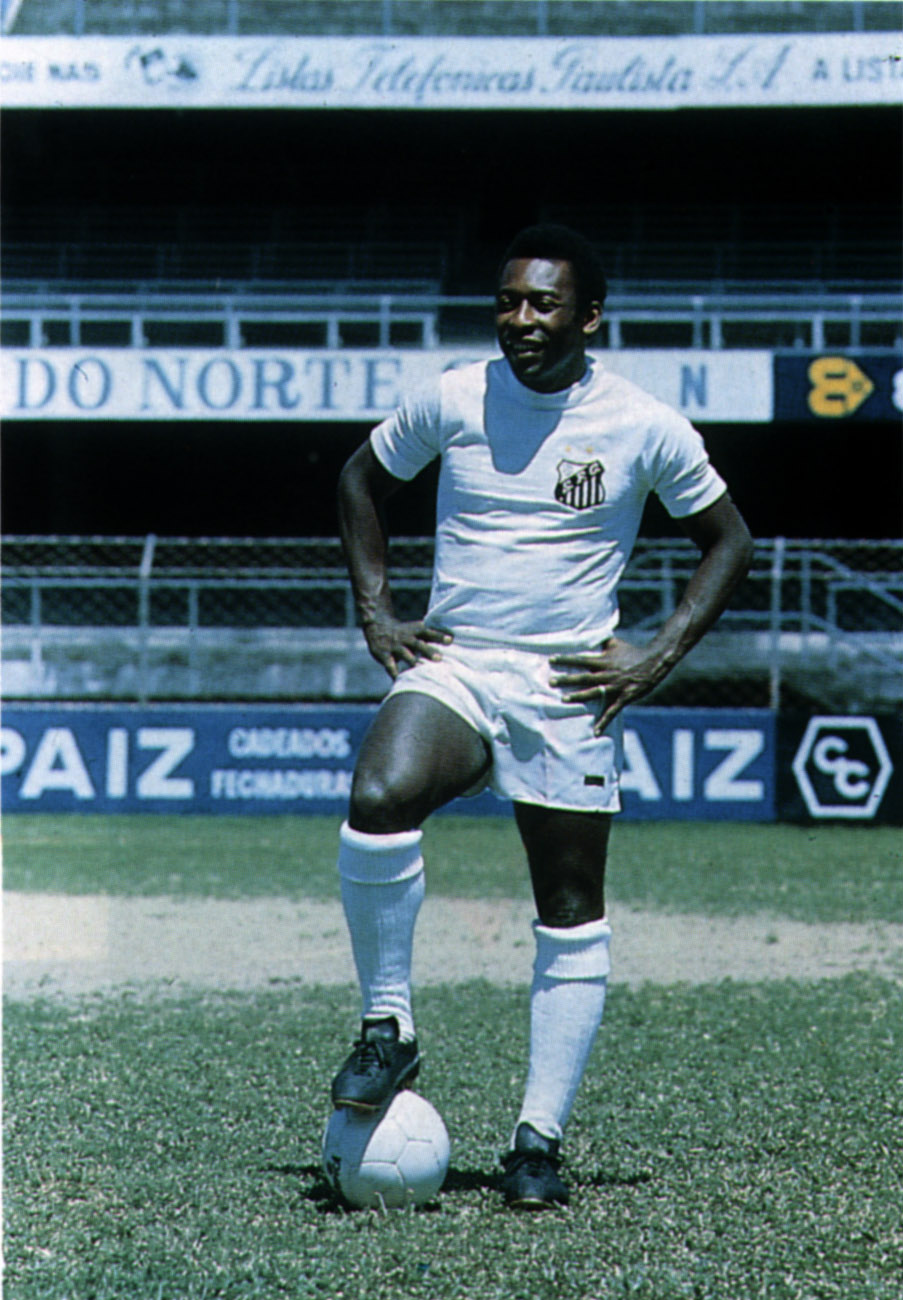
Pelé a labdarúgás koronázatlan királya

A 60-as években a csapat megállíthatatlan volt. 6 országos (5 Taça Brasil és 1 Torneio Roberto Gomes Pedrosa), 8 állami bajnokságot, két Libertadores-kupát, és két Interkontinentális kupát nyertek 10 év alatt.
Az El Gráfico magazin minden idők legerősebb csapatának választotta az 1962/63-as, Lula által irányított, Gylmar, Lima, Mauro, Calvet, Dalmo, Mengálvio, Zito, Dorval, Coutinho, Pelé és Pepe felállású Santost.
Az 1962-es és 1970-es világbajnokságon szereplő brazil válogatott gerincét a Santos és a Botafogo játékosai alkották. Chilében (1962-ben), Anglia és az NSZK ellen nyolc Santos játékos játszott a kezdőcsapatban. A 70-es mexikói vb selejtezőiben pedig Saldanha szörnyetegei közül pedig hatan álltak minden mérkőzésen csatasorba (Carlos Alberto, Djalma Dias, Joel Campbell, Rildo, Pelé és Edu). A Santástico nyomása annyira nagy volt, hogy a válogatott védelemben is saját számaikat viselték a játékosok.
Antônio Simões, a Benfica és a Portugál labdarúgó-válogatott balszélsője mondta: Összehasonlítottam a 62-es Santost a 70-es brazil válogatottal. Különbséget nem találtam, a legjobb csapatok, akiket valaha láttam. A 70-es brazil csapat ugyanazt a játékot játszotta, amit a Santos már hosszú ideje.

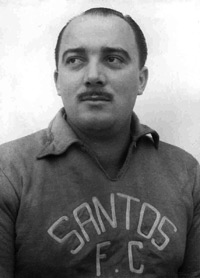
Lula 1954-1966-ig volt a futballtörténelem legerősebb csapatának edzője

2005. október 26-án Geílson lőtte a klub 11 000. gólját a Vasco da Gama ellen a São Januário stadionban. A Santos 3-1-re nyert akkor.

## Stadion
A Santos hazai meccseit az Urbano Caldeira (Vila Belmiro) stadionban játssza, amit 1916. október 12-én avattak fel. 20 120 férőhelyes, de a nézőrekord 33 000 ember volt 1964-ben a Corinthians elleni 0-0 alkalmával.

## Sikerlista

### Hazai
- 8-szoros bajnok: 1961, 1962, 1963, 1964, 1965, 1968, 2002, 2004

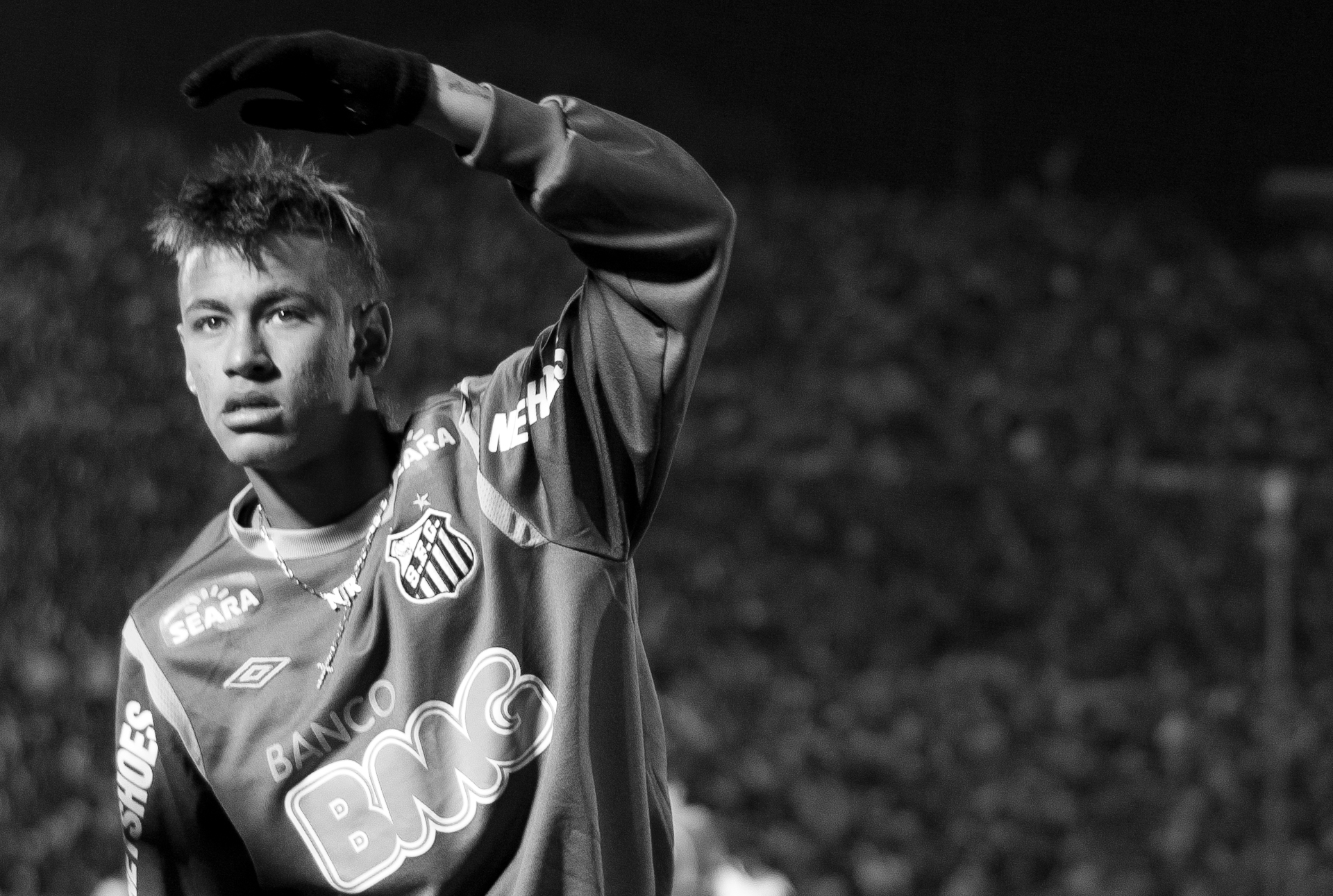
Neymar 2009-2013-ig játszott a Santosnál.

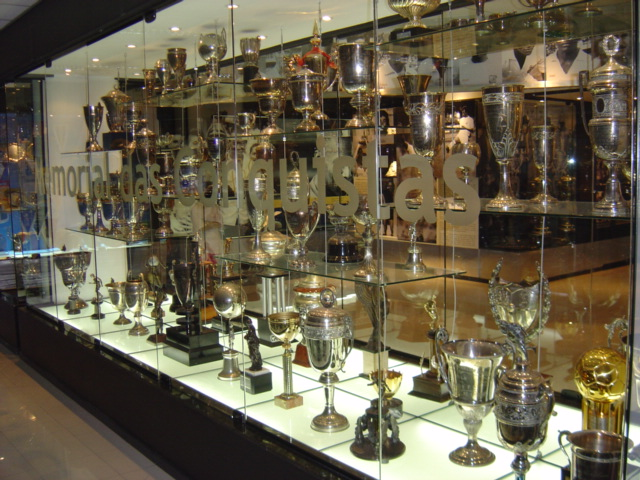
A Santos trófeái

- 1-szeres kupagyőztes:  2010

### Állami
- 22-szeres Paulista bajnok: 1935, 1955, 1956, 1958, 1960, 1961, 1962, 1964, 1965, 1967, 1968, 1969, 1973, 1978, 1984, 2006, 2007, 2010, 2011, 2012, 2015, 2016

### Nemzetközi
- 2-szeres Interkontinentális kupa győztes: 1962, 1963
- 1-szeres Interkontinentális bajnokok szuperkupája győztes: 1968
- 3-szoros Libertadores-kupa győztes: 1962, 1963, 2011
- 1-szeres CONMEBOL kupa győztes:  1998
- 1-szeres Recopa Sudamericana (Dél-amerikai bajnokok szuperkupája) győztes: 2012

### Egyéb címek
- 1-szeres Teresa Herrera-kupa győztes:  1959

## Jelenlegi keret
| #  |     | Poszt | Név                             |
| -- | --- | ----- | ------------------------------- |
| 1  | BRA | K     | Aranha                          |
| 2  | BRA | V     | Edu Dracena                     |
| 3  | BRA | V     | Caju                            |
| 4  | BRA | V     | Cicinho                         |
| 5  | BRA | KP    | Arouca                          |
| 6  | BRA | V     | Gustavo Henrique                |
| 7  | BRA | CS    | Robinho (kölcsönben a Milantól) |
| 8  | BRA | KP    | Renatinho                       |
| 9  | BRA | CS    | Leandro Damião                  |
| 11 | BRA | CS    | Thiago Ribeiro                  |
| 12 | BRA | K     | Vladimir                        |
| 13 | BRA | V     | Victor Ferraz                   |
| 14 | BRA | V     | David Braz                      |
| 15 | CHI | V     | Eugenio Mena                    |
| 17 | ARG | KP    | Patricio Rodríguez              |
| 18 | BRA | CS    | Giva                            |

| #  |     | Poszt | Név                                  |
| -- | --- | ----- | ------------------------------------ |
| 19 | BRA | CS    | Stéfano Yuri                         |
| 20 | BRA | KP    | Lucas Lima                           |
| 21 | BRA | KP    | Leandrinho                           |
| 22 | BRA | K     | Gabriel Gasparotto                   |
| 28 | BRA | V     | Neto                                 |
| 29 | BRA | KP    | Alison                               |
| 30 | BRA | CS    | Diego Cardoso                        |
| 31 | BRA | CS    | Rildo (kölcsönben a Ponte Pretától)  |
| 33 | BRA | KP    | Alan Santos                          |
| 35 | BRA | KP    | Souza                                |
| 36 | BRA | V     | Jubal                                |
| 37 | BRA | V     | Zé Carlos                            |
| 40 | BRA | V     | Nailson                              |
| 41 | BRA | KP    | Serginho                             |
| 44 | BRA | V     | Bruno Uvini (kölcsönben a Napolitól) |
| 45 | BRA | CS    | Geuvânio                             |

### Tartalékok
| #  |     | Poszt | Név            |
| -- | --- | ----- | -------------- |
| 16 | BRA | KP    | Geovane        |
| 26 | BRA | V     | Vinicius Simon |
| 32 | BRA | V     | Paulo Ricardo  |
| 34 | BRA | K     | João Paulo     |

| #  |     | Poszt | Név           |
| -- | --- | ----- | ------------- |
| 38 | BRA | V     | Daniel Guedes |
| 39 | BRA | CS    | Jorge Eduardo |
| 46 | BRA | KP    | Thiago Maia   |

### Kölcsönben
| # |     | Poszt | Név                                        |
| - | --- | ----- | ------------------------------------------ |
|   | BRA | V     | Rafael Caldeira (kölcsönben a Mirassolnál) |
|   | BRA | V     | Rafael Galhardo (kölcsönben a Bahiánál)    |
|   | BRA | V     | Walace (kölcsönben a Guaraninál)           |
|   | BRA | V     | Crystian (kölcsönben a Paulistánál)        |
|   | BRA | V     | Emerson (kölcsönben a Palermonál)          |

| # |     | Poszt | Név                                         |
| - | --- | ----- | ------------------------------------------- |
|   | BRA | KP    | Lucas Otávio (kölcsönben a Paranánál)       |
|   | BRA | KP    | Pedro Castro (kölcsönben a Paranánál)       |
|   | BRA | KP    | Léo Cittadini (kölcsönben a Ponte Pretánál) |
|   | BRA | CS    | Tiago Alves (kölcsönben a Paranánál)        |
|   | BRA | CS    | Dimba (kölcsönben a Vila Novánál)           |

## Híres játékosok
| - Pelé - Pepe - Carlos Alberto Torres - Clodoaldo - Coutinho - Feitiço - Gilmar - Edu - Rodolfo Rodríguez - Robinho - César Luis Menotti - Deivid - Zito - Gilmar - Araken | - Giovanni - Pita - Calvet - Lima - Antonio de Nigris - Ramos Delgado - Víctor Aristizábal - Miura Kazujosi - Léo - Neymar - Ganso - Serginho Chulapa - Cejas - Airton Pavilhão - Mengalvio | - Chico Formiga - Laercio - Renato - Fábio Costa - Maldonado - Elano - Alex - Diego - Dorval - Pagão - Ricardinho - Ricardo Oliveira - Ronaldo Guiaro - Zé Roberto - Antônio Carlos |

## Híres edzők
- Lula
- Carlos Alberto Silva
- Pepe
- Cabralzinho
- Vanderlei Luxemburgo
- Émerson Leão